# 3684 Berry
3684 Berry (1983 AK) là một tiểu hành tinh vành đai chính được phát hiện ngày 9 tháng 1 năm 1983 bởi Skiff, B. A. ở Flagstaff (AM).